# Технопарк Сбербанка
«Технопарк Сбербанка» — технопарк, который будет построен на территории Инновационного центра «Сколково». Годы строительства: 2016—2022.

## Архитектура
Архитектуру будущего технопарка авторы проекта называют упрощенной геометрией. Архитектурная концепция объекта принадлежит знаменитому английскому бюро Захи Хадид («Zaha Hadid Architects»). По словам главного архитектора Москвы, уникальность проекта во многом связана с именем его автора. «Заха Хадид безвременно ушла от нас. Это будет последний проект Захи Хадид в мире, который делал не её офис, а именно она сама. С точки зрения архитектуры — это новый формат IT-технопарка, где пространство полностью придумано под функцию технопарка с очень определённой спецификой», — комментирует Сергей Кузнецов.